# Station Wareham
Wareham is een spoorwegstation van National Rail in Purbeck in Engeland. Het station is eigendom van Network Rail en wordt beheerd door South Western Railway. 